# Origin Vol. 1
Origin Vol. 1 (även känd som Origin I) är ett album av det Svenska bandet The Soundtrack of Our Lives. Det släpptes i Europa i oktober 2004, och i USA i mars 2005. Skådespelerskan och sångerskan Jane Birkin är med och sjunger i "Midnight Children". Låten "Bigtime" användes som den officiella temalåten till WrestleMania 21.
Singlar från albumet är "Bigtime", "Heading for a Breakdown" och "Believe I've Found".

## Låtlista
1. "Believe I've Found" – 3:28
2. "Transcendental Suicide" – 6:16
3. "Bigtime" – 4:05
4. "Heading for a Breakdown" – 4:02
5. "Mother One Track Mind" – 3:44
6. "Midnight Children" – 4:39
7. "Lone Summer Dream" – 5:07
8. "Royal Explosion (Part II)" – 3:19
9. "Wheels of Boredom" – 2:52
10. "Borderline" – 4:02
11. "Song for the Others" – 3:47
12. "Age of No Reply" – 6:51

### Bonuslåtar
"To Somewhere Else" och "Worldbank" är två bonuslåtar som finns med i den amerikanska versionen.